# The Getaway (àlbum de Red Hot Chili Peppers)
The Getaway —en català: La Fugida— és l'onzè àlbum d'estudi de la banda de rock estatunidenc Red Hot Chili Peppers, llançat al mercat el 17 de juny de 2016. És el primer àlbum de la banda a ser produït per Danger Mouse, fent d'aquest també el seu primer disc desde Mother's Milk de 1989 a no estar sota la producció de Rick Rubin. A més, aquest és el segon i últim treball discogràfic que el grup va gravar al costat del guitarrista Josh Klinghoffer, després d'haver llançat amb ell I'm with You l'any 2011. The Getaway va ser anunciat el 5 de maig de 2016 al costat del llançament del primer senzill, «Dark Necessities».
La banda va llançar una versió de l'àlbum en disc de vinil de 180 grams que serà làmina de segellament i limitada a 5.000 còpies a tot el món. Els paquets, que són exclusius de la botiga web, també inclouen a "Dark Necessities" en un sol casset i un 24" x 24" amb obres d'art de litografia estesa. Els dies 26 de maig i 9 de juny de 2016, la banda va donar a conèixer en el seu canal de YouTube altres dos temes del seu nou material: «The Getaway» i «We Turn Red». Igual que "Dark Necessities", totes dues cançons podien ser obtingudes gratuïtament al pre-ordenar el disc.
El 8 de setembre de 2016, la banda va llançar el segon senzill de l'àlbum, «Go Robot», acompanyat també d'un vídeo musical.
A més a més, The Getaway compta amb la col·laboració especial de Elton John en la cançó «Sick Love», el tercer senzill del disc, llançat el 4 de desembre de 2016. Elton va tocar el piano per a aquest tema i va ajudar en la composició del mateix al costat del seu col·laborador Bernie Taupin.
«Goodbye Angels» va ser el quart senzill llançat del disc The Getaway el 4 d'abril de 2017.

## Antecedents
Després que la gira per a promocionar el seu anterior disc I'm with You (2011) i que un petit tour realitzat en diversos països sud-americans i en diferents parts dels Estats Units finalitzessin, els Red Hot Chili Peppers van començar la producció del nou àlbum al 2014. L'idea de la banda era llançar el nou disc en el 2015. No obstant això, la producció es va retardar durant vuit mesos pel fet que el baixista Flea es va trencar el seu braç esquerra mentre realitzava surf de neu. Fins a aquest moment, la banda es trobava sense productor ja que després de més de 20 anys al costat del seu costat, el grup va decidir no comptar amb Rick Rubin per a produir el seu nou material i optar més tard per Danger Mouse. El cantant, Anthony Kiedis, va dir "Vam tenir una experiència inusualment difícil en fer aquest disc on vam escriure entre 20 i 30 cançons i tot estava llest, i després Flea va anar a fer surf de neu i es va trencar el braç. No teníem productor i quan Flea va tornar, va aparèixer Danger Mouse i li vam dir “Tenim totes aquestes cançons”, i ell va dir: “Bé, deixem-les totes aquí i en farem més”, llavors tot va començar de nou. 10 de les cançons en l'àlbum són del segon procés".
Kiedis, en una entrevista en la BBC Ràdio 2, també va dir que moltes lletres de l'àlbum van ser influenciades per una relació de dos anys que va acabar malament.
En una altra entrevista, el bateria de la banda, Chad Smith, va afirmar que no havia sorgit cap problema amb Rick Rubin, sinó que solament volien treballar amb un productor diferent aquesta cop. No obstant això, segons va donar a conèixer Josh Klinghoffer al gener de 2020, l'allunyament de Rick Rubin es va deure a una decisió seva: “Rick va ser el productor en I’m with You i la raó per la qual no vaig voler treballar amb ell per segona vegada va ser perquè vaig sentir que entre ells quatre ja hi havia una relació i em sentia un home estrany. Jo estava tractant d'integrar-me i es feia difícil tenir veu quan tenien una relació de fa més de 25 anys. Era com si ningú m'escoltés; clar, ho farien amb el que ja havia col·laborat amb èxit durant anys”.
La banda també va confirmar, en una roda de premsa realitzada abans d'un concert per a iHeartRadio, que Elton John tindria una petita aparició en The Getaway on toca el piano en la cançó «Sick Love». El mateix Elton i Bernie Taupin, col·laborador des de fa molts anys del músic, van ajudar el grup a escriure la cançó, que va ser publicada en el disc dels Peppers'.

## Promoció i llançament
La banda va realitzar un concert abans del llançament de l'àlbum el 26 de maig de 2016. Van tocar tres cançons d'aquest disc: «Sick Love», «Go Robot» i «This Ticonderoga». iHeartRadio va emetre el directe el dia que The Getaway va ser llançat al mercat. El vídeo musical de «Dark Necessities», dirigit per l'actriu Olivia Wilde, va ser llançat el 16 de juny de 2016 en el compte de Facebook del grup.
Aquest mateix 26 de maig, la banda va llançar la cançó «The Getaway» en el seu canal de YouTube i el 9 de juny van llançar «We Turn Red». Encara que no són senzills, es van posar a disposició les dues cançons per a comprar l'endemà de la seva presentació com a descàrregues gratuïtes per als quals pre-ordenessin el nou àlbum.
També el 9 de juny es va anunciar es aficionats a la ciutat de Nova York i Los Angeles podrien guanyar una invitació a una festa exclusiva d'escolta privada de The Getaway el 13 de juny de 2016. Els aficcionats d'altres països com el Brasil i l'Argentina (14 de juny), Itàlia i Tailàndia (15 de juny) i Mèxic (16 de juny) també van tenir l'oportunitat d'assistir en les festes privades per escoltar el disc. A causa d'aquestes escoltes, l'àlbum es va aconseguir filtrar per complet en Internet tres dies abans del seu llançament. The Getaway va ser llançat a tot el món el 17 de juny.
«Go Robot» va ser llançat com a segon senzill de l'àlbum. Un vídeo musical dirigit per Tota Lee va ser confirmat el 26 de juliol de 2016, quan es trobava sent produït. Diversos clips d'avançament van ser llançats pels Red Hot Chili Peppers en les seves xarxes socials els dies 29 i 31 d'agost i 2, 4 i 6 de setembre de 2016. Finalment, el vídeo va ser llançat el dia 8 de setembre.
Chad Smith, bateria del grup, va ser l'encarregat de confirmar el 13 de novembre de 2016, a través del seu compte de Twitter, que «Sick Love» es convertiria en el tercer senzill del disc. També, Smith va afirmar que sortiria un videoclip per al tema, que va ser llançat el 4 de desembre de 2016.
«Goodbye Angels» va ser confirmat com el quart senzill del disc The Getaway a finals de març de 2017 i va ser llançat uns dies després, el 4 d'abril. La banda va publicar un vídeo per a la cançó el dia 9 de maig que va ser gravat en un concert que el grup va brindar el 14 d'abril de 2017 en el Philips Arena d'Atlanta, Geòrgia.

## Gira
La gira per a donar suport a l'àlbum va començar al juny de 2016 en el festival Rock am Ring a Alemanya, amb dates en diferents festivals i llocs al voltant del món durant la resta de l'any.
Després de més d'un any recorrent el món, el "The Getaway World Tour" va finalitzar el 18 d'octubre de 2017 quan la banda es va presentar en Glendale, Arizona.

## Cançons de l'àlbum
Totes les cançons han estat escrites per la banda tret que s'indiqui un altre autor.
| Núm. | Títol                     | Durada |
| ---- | ------------------------- | ------ |
| 1.   | «The Getaway»             | 4:10   |
| 2.   | «Dark Necessities»        | 5:02   |
| 3.   | «We Turn Red»             | 3:20   |
| 4.   | «The Longest Wave»        | 3:31   |
| 5.   | «Goodbye Angels»          | 4:28   |
| 6.   | «Sick Love»               | 3:41   |
| 7.   | «Go Robot»                | 4:23   |
| 8.   | «Feasting on the Flowers» | 3:23   |
| 9.   | «Detroit»                 | 3:46   |
| 10.  | «This Ticonderoga»        | 3:35   |
| 11.  | «Encore»                  | 4:14   |
| 12.  | «The Hunter»              | 4:00   |
| 13.  | «Dreams of a Samurai»     | 6:09   |

## Personal
Red Hot Chili Peppers
- Anthony Kiedis - Veu
- Flea - baix (excepte en "The Hunter"), piano, trompeta i cors
- Josh Klinghoffer - guitarra i cors (baix en "The Hunter")
- Txad Smith - Batería i percussió

Personal d'enregistrament
- Danger Mouse - Producció
- Nigel Godrich - Mescla

Músics addicionals
- Danger Mouse - Mellotron i sintetitzadors

- Elton John - piano en "Sick Love"
- Anna Waronker - Cors en "The Getaway"
- Mauro Refosco - Percussió en "Sick Love" i "Go Robot"
- Danielle Lupi - Arranjament de cordes
- Beverly Chitwood - Només vocal en "Dreams of a Samurai"